# 권정호 (교육자)
권정호(權正浩, 1942년 8월 14일 ~ )는 대한민국의 교육자이다.

## 생애
1942년 경상남도 고성군 출신으로, 하일초등학교, 마산중앙중학교, 마산상업고등학교를 졸업하고, 성균관대학교 대학원에서 문학 박사 학위를 받았다.
1963년 경남 고성군 하일초등학교 교사로 교단에 첫발을 들인 뒤 고성여중, 진주중, 밀양여고, 진주여고, 통영고 등을 두루 거쳤으며, 1983년 진주교육대학교 국어교육과 교수가 되었으며 이후 진주교대 총장, 진주교대 명예교수, 남명학연구원 이사장을 역임했다.
이후 2007년 12월 19일에 경상남도 도내에서 처음으로 주민투표로 행해진 제14대 교육감 선거에서 전체 투표수 154만7천339표 중 77만3천981표를 얻어 72만5천814표를 획득한 고영진 현 교육감을 따돌리고 당선되었다. 이후 2010년 제5회 전국동시지방선거에 맞춰 치러지는 제15대 교육감 선거에 출마를 선언하였으나, 25.9%의 득표율을 얻은 고영진 후보에 밀려 재선에 실패하였다. 2014년 제6회 전국동시지방선거에 재출마하였으나, 박종훈 후보에 이어 2위를 기록하면서 낙선하였다.

## 역대 선거 결과
| 선거명           | 직책명         | 대수            | 정당   | 득표율 | 득표수    | 결과 | 당락             |
| ---------------- | -------------- | --------------- | ------ | ------ | --------- | ---- | ---------------- |
| 12·19 재보궐선거 | 경상남도교육감 | 14대 (민선 4기) | 무소속 | 51.61% | 774,008표 | 1위  | 경남 교육감 당선 |
| 제5회 지방 선거  | 경상남도교육감 | 15대 (민선 5기) | 무소속 | 24.27% | 361,718표 | 2위  | 낙선             |
| 제6회 지방 선거  | 경상남도교육감 | 16대 (민선 6기) | 무소속 | 30.48% | 467,665표 | 2위  | 낙선             |